# Micrargeriella aphylla
Micrargeriella aphylla är en snyltrotsväxtart som beskrevs av R. E. Fries. Micrargeriella aphylla ingår i släktet Micrargeriella och familjen snyltrotsväxter. Inga underarter finns listade i Catalogue of Life.